# Ernő Solymosi
Ernő Solymosi (21 de juny de 1940 - 19 de febrer de 2011) fou un futbolista hongarès de la dècada de 1960.
Va jugar als clubs Diósgyőri VTK, Újpest FC i Pécsi Dózsa. Fou internacional amb la selecció d'Hongria, amb la que guanyà la medalla de bronze als Jocs Olímpics de 1960. També disputà la Copa del Món de futbol de 1962 i l'Eurocopa de 1964.